# NGC 5773
NGC 5773 é uma galáxia espiral (Sa) localizada na direcção da constelação de Boötes. Possui uma declinação de +29° 48' 29" e uma ascensão recta de 14 horas, 52 minutos e 30,3 segundos.
A galáxia NGC 5773 foi descoberta em 16 de maio de 1784 por William Herschel.